# Gergely Siklósi
Gergely Siklósi (n. 4 septembrie 1997, Tapolca, Veszprém, Ungaria) este un scrimer ce a reprezentat Ungaria, medaliat olimpic. A participat la o ediție a Jocurilor Olimpice (2020) în care a câștigat o medalie de argint.